# تحريك جعفرية باكستان
تحريك جعفرية باكستان (بالأردية: تحریکِ جعفریہ) هي منظمة دينية طائفية شيعية في باكستان، نشأت بعد انفصالها عن تحريك نفاذ فقه الجعفرية (بالأردية: تحریکِ نفاذِ فقہ جعفریہ) والتي كان يقودها آغا سيد حامد علي شاه موسوي، أعلنت الحكومة الباكستانية حظر المنظمة في 14 يناير 2002، وتعمل حاليًا تحت اسم جديد وهو إسلامي تحريك (بالأردية: اسلامی تحریک).
تم تشكيلها في الأصل في عام 1979 تحت اسم تحريك نفاذ فقه الجعفرية لمقاومة ما أسموه «القوانين المعادية للشيعة» في عهد محمد ضياء الحق من قبل المفتي الراحل جعفر حسين. وبعد وفاة المفتي جعفر حسين انقسمت المنظمة إلى مجموعتين: مجموعة أغا سيد حامد علي شاه موسوي تحت اسم تحريك نفاذ فقه الجعفرية ومجموعة عارف الحسيني تحت اسم تحريك جعفرية باكستان، كان الانفصال بسبب الاختلافات الأيديولوجية بين الزعيمين. حيث كان عارف حسين الحسيني متأثرًا روح الله الخميني قائد الثورة الإيرانية ومؤيدًا لفكره على عكس أغا سيد حامد.